# عبدالله بوکرم
عبدالله بوکرم (انگلیسی: Abdalá Bucaram؛ زادهٔ ۲۰ فوریهٔ ۱۹۵۲) سیاست‌مدار و وکیل اهل اکوادور است. وی از ۱۰ اوت ۱۹۹۶ تا ۶ فوریه ۱۹۹۷ رئیس‌جمهور این کشور بود.